# Argyrodes incertus
Argyrodes incertus là một loài nhện trong họ Theridiidae.
Loài này thuộc chi Argyrodes. Argyrodes incertus được Jörg Wunderlich miêu tả năm 1987.